# Styrax microphyllus
Styrax microphyllus är en storaxväxtart som beskrevs av Janet Russell Perkins. Styrax microphyllus ingår i släktet Styrax och familjen storaxväxter. Inga underarter finns listade i Catalogue of Life.